# Арктически институт (острови)
Островите Арктически институт (на руски: Острова Арктического Института) са група от 4 острова и няколко пясъчни коси в югоизточната част на Карско море, на 140 km западно от полуостров Таймир, в състава на Красноярски край на Русия.
Дължината им от север на юг е 45 km, а ширината – до 18 km. Максималната височина е на връх Куци нос – 25 метра. Изградени са от морски и ледникови антропогенни седименти. Преобладава арктическата тундра.
Островите Арктически Институт са открити през юли 1932 г. от руския полярен изследовател Рудолф Самойлович на ледоразбивача „Русанов“ и ги наименува на Арктическия научноизследователски институт. През август същата година известният руски географ и физик Ото Шмид по време на плаването си по Северния морски път на ледоразбивача „Сибиряков“ открива най-големия остров в тях – Сидоров.

## Топографска карта
- S-43,44 М 1: 1 000 000[2]